# Nahda
Nahda (arab. ‏النهضة العربية‎, an-nahda al-arabijja – odrodzenie (renesans) arabskie) – odrodzenie kulturowe w krajach arabskich przypadające na przełom XIX i XX wieku.
Począwszy od ekspansji Imperium Osmańskiego w XV wieku, świat arabsko-muzułmański wszedł w fazę zastoju aktywności intelektualnej ujawniającej się na wielu płaszczyznach – społecznej, kulturalnej, religijnej, militarnej i instytucjonalnej. Sytuacja ta dała początek ruchowi reformacyjnemu promowanemu przez trzech głównych reformistów – Dżamala ad-Dina al-Afghaniego (1838–1897), Muhammada Abduha (1849–1905) i Muhammada Raszida Ridę (1865–1935). Pod koniec I wojny światowej był przyczyną umocnienia uczucia jedności za pośrednictwem islamu, sukcesów z przeszłości i nacjonalizmu.
Reformiści przedstawili trzy podstawowe postulaty. Pierwszym z nich był powrót do Koranu i do pierwotnych tradycji muzułmańskich. Podkreślano również konieczność walki o niepodległość terenów zajętych przez mocarstwa kolonialne oraz zwalczanie muzułmańskich suwerenów, którzy odrzucali owe reformy.
Ten intelektualny i polityczny ruch wywarł największy wpływ w Egipcie. W XX wieku wdrożenie postulatów głoszonych przez reformistów stało się źródłem odrodzenia ideałów nacjonalistycznych, walki o niepodległość i powstania ruchów o postulatach bardziej radykalnych jak ruch Braci Muzułmańskich założony w 1929 roku w Egipcie przez Hasana al-Bannę, którego głównym założeniem było ożywienie islamu.